# NCBA Bank Tanzania
O NCBA Bank Tanzania Limited é um banco mesclado entre o Commercial Bank of Africa Tanzania e o NIC Tanzania. É um banco comercial na Tanzânia licenciado pelo Bank of Tanzania, o banco central e o regulador bancário nacional. 
O NCBA é um provedor de serviços financeiros de médio porte na Tanzânia. Seu total de ativos no final de 2013 era de aproximadamente US $ 110,3 milhões. O banco é uma subsidiária do NCBA Group Plc, que fica no Quênia e possui uma participação acionária de 68,9%. 

## História
Ele começou como uma instituição financeira não bancária em 1994. Em 2004, após a emissão de uma licença bancária pelo Banco da Tanzânia, a instituição se converteu em um banco comercial de pleno direito, sob o nome SFCB. Em maio de 2009, o NIC Bank, um grande provedor de serviços financeiros com sede em Nairobi e negociado na Bolsa de Valores de Nairobi, assumiu uma posição acionária de 51% na SFCB.  Durante 2010, a subsidiária foi renomeada para NIC Bank Tanzania.  

## Propriedade
Em junho de 2015, o NIC Bank possuía 69,84% das ações do NICBT.  A participação que sobra é de propriedade de outras entidades corporativas e indivíduos, incluindo o Banco de Desenvolvimento da África Oriental . 
| Classificação | Nome do proprietário                        | Porcentagem de Propriedade |
| ------------- | ------------------------------------------- | -------------------------- |
| 1 1           | NIC Bank of Kenya                           | 69,84                      |
| 2             | Banco de Desenvolvimento da África Oriental |                            |
| 3             | Outras                                      |                            |
|               | Total                                       | 100,00                     |

## Grupo NCBA
Em setembro de 2019, o NIC Bank Group recebeu aprovação regulatória do Banco Central do Quênia para se fundir com o Commercial Bank of Africa, formando o NCBA Group Plc, a partir de 1 de outubro de 2019. No devido tempo, sujeito à aprovação do Banco da Tanzânia, o NIC Bank Tanzania e o Commercial Bank of Africa (Tanzânia) se fundirão para formar o NCBA Bank Tanzania. 

## Rede de agências
Em novembro de 2014 o banco mantinha agências nos seguintes locais:
1. Filial principal - Ohio Street, Dar es Salã
2. Filial Samora Avenue - Torres Harbour View, Samora Avenue, Dar es Salã
3. Ramo de Arusha - Central Plaza, Sokoine Road, Aruxa
4. Ramo de Mwanza - 5 Nyerere Road, Muanza
5. Filial de Kahama - Kahama

## Ligações Externos
- Website oficial